# Joachim de Prusse
 (septembre 2009).
Si vous disposez d'ouvrages ou d'articles de référence ou si vous connaissez des sites web de qualité traitant du thème abordé ici, merci de compléter l'article en donnant les références utiles à sa vérifiabilité et en les liant à la section « Notes et références ».
Le prince Joachim de Prusse (en allemand Joachim Franz Humbert von Preußen), né le 17 décembre 1890 à Berlin et mort par suicide le 18 juillet 1920 à Potsdam.
Prince de la maison de Hohenzollern, il fut officier de cavalerie.

## Biographie

### Jeunesse

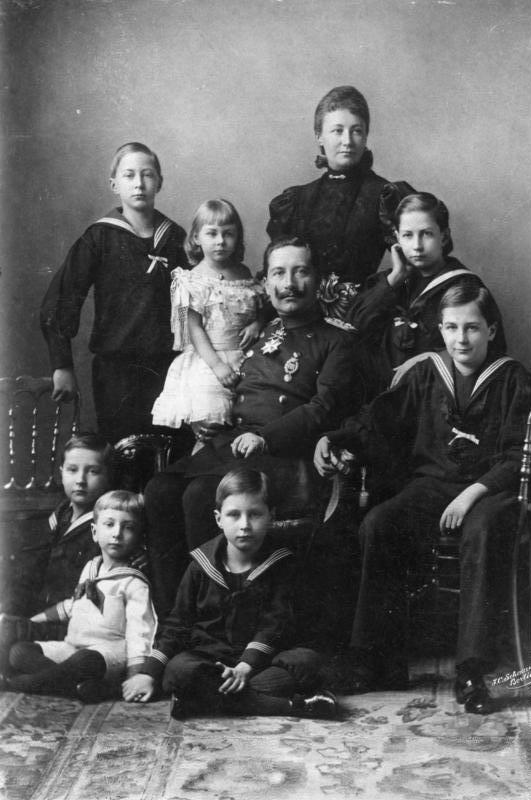
La famille du Kaiser Guillaume II d'Allemagne en 1896.

Sixième fils et avant-dernier enfant du Kaiser Guillaume II d'Allemagne et de la Kaiserin Augusta-Victoria de Schleswig-Holstein-Sonderburg-Augustenburg, le prince Joachim voit le jour le 17 décembre 1890 au château royal à Berlin, alors capitale de l'Empire allemand et du royaume de Prusse. Sa naissance fut suivie par celle de sa sœur, unique fille des souverains allemands, la princesse Victoria-Louise de Prusse. Benjamin des fils du Kaiser, le prince Joachim était l'enfant préféré de l'impératrice.
Comme ses frères aînés, le prince Joachim fit ses études dans le Prinzenhaus, une ancienne folie dans le parc du château de Plön (de) dans la province du Schleswig-Holstein du royaume de Prusse.

### Première Guerre mondiale
Officier de cavalerie, il fut blessé par un éclat d'obus dès le commencement de la Première Guerre mondiale, pendant la bataille de la Marne (septembre 1914). 
À 23 ans, n'étant plus en mesure de combattre au front, il intégra les services de renseignement.

### Mariage
Le 11 mars 1916, après quelques mois de fiançailles, Joachim de Prusse épousa Marie-Auguste d'Anhalt (1898-1983), fille du prince Édouard d'Anhalt et de la princesse Louise-Charlotte de Saxe-Altenbourg, au cours d'une cérémonie sans faste pour cause de guerre. Seuls étaient invités les plus proches parents.
Un enfant est issu de cette union :
- Charles-François de Prusse (15 décembre 1916-1975), qui épouse, en premières noces, en 1940, Henriette von Schönaich-Carolath (fille d'Hermine, deuxième épouse de l'empereur Guillaume II, (1918-1972)), d'où trois fils. Après son divorce en 1946, il épouse Louise Hartmann (1909-1961). De nouveau divorcé en 1959, il épouse Eva Hererra-Verldeavellano (1922-1987).

### Après la Première Guerre mondiale
Lors de la chute de la monarchie, le prince resta en Allemagne mais ne s'adapta jamais au fait d'être devenu un simple particulier et sombra dans une profonde dépression. Son épouse demanda le divorce. 
De plus, le prince Joachim de Prusse appréciait les jolies femmes, ce qui accéléra sa perte. Il finit par se ruiner financièrement ce qui l'amena à se suicider à l'âge de 29 ans. L'impératrice en mourut de chagrin l'année suivante. Le prince Eitel-Frédéric de Prusse, un des frères du prince Joachim, s'octroya la tutelle de son neveu avant d'en être dessaisi par la princesse Marie-Auguste, mère de l'enfant.

## Généalogie
Joachim de Prusse appartient à la première branche de la maison de Hohenzollern. Cette lignée donna des électeurs au Brandebourg, des rois, des empereurs à la Prusse, l'Allemagne. Joachim de Prusse est le descendant de Bouchard Ier, comte de Zollern.